# 10415 Mali Lošinj
10415 Mali Lošinj eller 1998 UT15 är en asteroid i huvudbältet som upptäcktes den 23 oktober 1998 av den kroatiska astronomen Korado Korlević vid Višnjan-observatoriet. Den är uppkallad efter turistorten Mali Lošinj.
Asteroiden har en diameter på ungefär 14 kilometer.